# Mostassa blanca
La mostassa blanca (Sinapis alba) és una espècie de planta amb flors de cicle anual de la família brassicàcies. Brassica alba o Brassica hirta són els seus sinònims. Actualment està estesa a gran part del món i el seu origen probable és a la regió mediterrània.

## Descripció
Herba anual erecta, híspida o glabrescent (sense pilositat), de 20 a 80 cm d'alçada. Les fulles totes tenen pecíols i són pinnatipartides o pinnatisectes. Pètals grocs; síliqua pilosa de 0,6 a 1,5 cm. Floreix de març a juliol.
Als Països Catalans es troba entre el nivell del mar fins a 525 m.

## Usos culinaris
S'utilitzen principalment les llavors (d'entre 1 a 1,5 mm de diàmetre), que es cullen abans que estiguin totalment madures les síliqües i rebentin (són dehiscents). Es fan servir directament o en forma de pasta quan es combinen amb altres ingredients. El gust és més suau que en la mostassa negra que és una altra espècie de brassicàcia. Les fulles també són comestibles crues o cuites.